# كريس لامب
كريس لامب (بالإنجليزية: Chris Lamb)‏ هو لاعب كرة قدم أسترالية أسترالي، ولد في 11 مارس 1981.

## وصلات خارجية
- كريس لامب على موقع AustralianFootball.com (الإنجليزية)
- كريس لامب على موقع AFLtables.com (الإنجليزية)